# デイヴ・キルコイン
デイヴ・キルコイン（Dave Kilcoyne、1988年12月14日 - ）は、ユナイテッド・ラグビー・チャンピオンシップ、マンスターに所属するラグビーユニオン選手。

## プロフィール
- アイルランド・リムリック出身。
- ポジションはプロップ(PR)。
- 身長 183cm、体重 110kg
- アイルランド代表キャップは48（2022年12月現在）でラグビーワールドカップ2019のアイルランド代表に選ばれた[1]。

## 略歴
2011年、マンスターに加入。 